# Trần Thanh Phương (nhà báo)
Trần Thanh Phương (23 tháng 9 năm 1940 - 7 tháng 2 năm 2020) là một nhà báo, nhà văn và cũng là người đã lập 3 kỷ lục Việt Nam. Ông nguyên là phó tổng biên tập Báo Đại Đoàn Kết, hội viên Hội Nhà báo Việt Nam, hội viên Hội Nhà văn thành phố Hồ Chí Minh.

## Tiểu sử
Trần Thanh Phương (còn có bút danh là Trần Thanh, Minh Hải) sinh ngày 23 tháng 9 năm 1940 tại xã Phú Tân, huyện Phú Tân, tỉnh Cà Mau. Cha ông là cán bộ liên lạc của tỉnh ủy Bạc Liêu, ông còn một người em trai nhỏ tuổi. Năm 1954, ông tập kết ra bắc theo diện con em cán bộ và theo học tại trường học sinh miền Nam. Sau khi tốt nghiệp trường Đại học Sư phạm Hà Nội, ông được phân về làm phóng viên Báo Nhân Dân, công tác tại ban miền Nam. Trong khoảng thời gian từ 1967 đến 1975 công tác tại đây, "Trần Thanh" đã trở thành cái tên quen thuộc trên mặt báo Nhân Dân. Sau khi thống nhất đất nước, ông được điều về Sài Gòn để tăng cường cho đội ngũ phóng viên báo Giải Phóng. Về sau, báo Giải Phóng được sát nhập với Cứu Quốc trở thành Báo Đại Đoàn Kết - cơ quan ngôn luận của Mặt trận Tổ quốc Việt Nam. Nhờ nhiều năm cống hiến cho nghề, ông đã trở thành phó Tổng biên tập của Báo Đại Đoàn Kết.

### Lập kỷ lục
Ông được Trung tâm sách Kỷ lục Việt Nam (VietBooks) ghi nhận 3 kỷ lục, gồm "Người có bộ sưu tập bài báo nhiều nhất Việt Nam"; "Người có quyển sách sưu tập các bài báo có kích thước lớn nhất Việt Nam" và "Người có bộ sưu tập chân dung và bút tích nhà văn Việt Nam nhiều nhất Việt Nam".
Nhà báo Trần Thanh Phương được biết đến, khi cùng với vợ là bà Phan Thu Hương thực hiện sưu tầm 150 hình ảnh, bút tích các nhà thơ, nhà văn, được trích chọn trong 700 chân dung và bút tích nhà văn Việt Nam, và cắt báo dán hơn 120 tập tư liệu báo chí. Trong hơn 38 năm trực tiếp làm báo, nhà báo Trần Thanh Phương viết hơn 1.000 bài báo và xuất bản 33 cuốn sách về văn học nghệ thuật, khảo cứu, hồi ký và sưu tầm biên soạn.

### Triển lãm và trao tặng tư liệu
Ngày 19 tháng 6 năm 2013, nhà báo Trần Thanh Phương đưa tất cả gia sản tài liệu của mình ra triển lãm lần đầu tiên sau 40 năm dày công sưu tập. Cuộc triển lãm diễn ra tại Thư viện Khoa học Tổng hợp Thành phố Hồ Chí Minh kéo dài đến hết 23 tháng 6 năm đó. Triển lãm đã đưa những bài báo viết về Chủ tịch Hồ Chí Minh từ trước đến nay đã được Trần Thanh Phương lưu giữ cẩn thận thành 5 tập dày. Những bài báo viết về danh nhân, nguyên thủ quốc gia như Đại tướng Võ Nguyên Giáp, Thủ tướng Phạm Văn Đồng, Thủ tướng Võ Văn Kiệt... đều được Trần Thanh Phương hệ thống thành sách. Cũng trong cùng ngày diễn ra triển lãm, con trai nuôi của vợ chồng ông (cũng là người con duy nhất) đã gặp tai nạn qua đời.
Ngày 7 tháng 3 năm 2017, ông đã trao tặng bộ sưu tập tài liệu báo chí, chân dung và bút tích các nhà văn của mình cho Thư viện Khoa học Tổng hợp Thành phố Hồ Chí Minh.

### Qua đời
Khoảng năm 2018, ông nhập viện để chữa trị bệnh viêm gan nặng. Ngày 7 tháng 2 năm 2020, ông qua đời sau khi cấp cứu tại Bệnh viện Nhân dân 115, hưởng thọ 79 tuổi. Hôm sau, tang lễ của ông được tổ chức tại Nhà tang lễ thành phố Hồ Chí Minh. Đến ngày 26 tháng 11, bà Phan Thu Hương đã đại diện gia đình trao các tài liệu của ông Trần Thanh Phương cho Cơ quan thường trực Báo Nhân Dân tại thành phố Hồ Chí Minh theo di nguyện của ông khi còn sống.

## Tác phẩm
Một số tác phẩm nổi bật của Trần Thanh Phương là: San hô đỏ (1975); Trong rừng dẻ hương; Xứ sở phù sa; Xa xa mũi đất Cà Mau (1987); Về nhà mình xa quá, má ơi! (2006); Tuyển tập ngắn (1975); Những người còn sống mãi (1980); Trịnh Công Sơn, người hát rong qua các thời kỳ (2001); Nghệ sĩ Bạch Tuyết - cải lương Chi Bảo (2004); Chân dung bằng chữ (2011); Lời cuối với nhà văn đã đi xa (2016); Rượu với văn chương (2017).

## Nhận xét
Nhà báo Nguyễn Thành Luân, báo Đại Đoàn Kết, đã dẫn lại lời của nhà thơ Chế Lan Viên, khi nhận xét về nhà báo Trần Thanh Phương. Trong đó có đoạn nhà thơ nổi tiếng của Việt nam nói: "Trên đời, mình thích nhất hai loại người: người có tài và người có tài liệu. Phương có tài hay không mình chưa biết, nhưng Phương có tài liệu".
Thủ tướng Phạm Văn Đồng cũng từng nhận xét: "Đồng chí Phương thân mến, tôi gợi ý đồng chí đi tìm những người lao động ở nước ta đã làm nên những thành tựu kỳ diệu. Đó là những chữ ký có giá trị. Thân ái. Ký tên Phạm Văn Đồng (20.1.1987)".
Thứ trưởng Bộ Văn hóa Nông Quốc Chấn từng viết: "Tôi cho rằng việc anh làm rất gần gũi với việc bảo tồn, bảo tàng. Tôi mến phục anh về việc này". Ông Lê Đức Thọ thì gọi anh là "nhà sưu tập bảo tàng các nhà văn Việt Nam". Nhà thơ Huy Cận đánh giá: "Trần Thanh Phương là nhà văn có lòng ưu ái với các nhà văn...".

## Giải thưởng
- Huân chương Kháng chiến chống Mỹ hạng Nhất.[13]
- Huân chương Lao động hạng Ba.[13]
- Huy hiệu 40 năm tuổi Đảng.[18]